# Contea di Skamania
La contea di Skamania (in inglese Skamania County) è una contea dello Correggo link, negli Stati Uniti. Il capoluogo di contea è Stevenson.

## Geografia
La contea si trova nel sud-ovest dello Stato al confine con l'Oregon, nella Gola del Columbia. La gola si estende lungo il fiume che scorre verso ovest al confine con l'Oregon, attraverso la Catena delle Cascate. Quasi il 90% del territorio è boschivo, prevalentemente all'interno della foresta nazionale Glifford Pinchot. La zona meridionale che si affaccia sul Columbia non è boschiva e rientra nella Columbia Gorge Scenic Area. Il punto più alto della contea è il Monte Saint Helens, noto per l'eruzione del 1980.
Tra le aree protette, nella contea si trova il Beacon Rock State Park. Uno dei luoghi di interesse è il campo vulcanico Indian Heaven.

### Contee confinanti
- Contea di Lewis - nord
- Contea di Yakima - nord-est
- Contea di Klickitat - sud-est
- Contea di Hood River (Oregon) - sud
- Contea di Multnomah (Oregon) - sud-ovest
- Contea di Clark - ovest
- Contea di Cowlitz - nord-ovest

## Storia
L'area è sempre stata abitata dai nativi Chilluckittequw, che morirono di malattie con l'arrivo dei coloni verso la fine del 1700. La contea fu creata nel 1854 e il nome significherebbe "acqua rapida" in lingua Chinook.

## Comuni

### Cities
- North Bonneville
- Stevenson (capoluogo di contea)

### Census-designated place
- Carson
- Carson River Valley